# Cephalosilurus fowleri
Cephalosilurus fowleri е вид лъчеперка от семейство Pseudopimelodidae. Видът не е застрашен от изчезване.

## Разпространение и местообитание
Разпространен е в Бразилия.
Обитава сладководни басейни и реки.

## Описание
На дължина достигат до 40,5 cm.
Популацията на вида е намаляваща.